# 内罗·文加达
内罗·文加达（Eduardo Manuel Martinho Vingada, Nelo Vingada，1953年3月30日—），是一名葡萄牙足球教练。

## 教练生涯
文加达于1981年开始教练生涯，1982-1983年赛季出任科英布拉大学的教练。1988年起担任葡萄牙U-20的助理教练三年，1994年成为葡萄牙国家队主教练。1995年以主教练身份率葡萄牙U-20参加世青赛。1996年又率领葡萄牙国奥队参加了亚特兰大奥运会最终取得第四名。
1996年，文加达担任沙特阿拉伯国家队主教练率队获得亚洲杯冠军，并获得法国世界杯的参赛资格，但提前被解雇。
1997-1998年，文加达在葡超强队本菲卡担任助理教练。1999-2003年，担任另一支葡超球队马尔蒂默的主教练。
2003-2004年成为埃及球队扎马雷克主教练，并在该赛季获得了联赛及两杯赛的冠军。因为和俱乐部高层的分歧，文加达最终被解雇，其后又执教了埃及国奥队。2005年文加达回到葡萄牙担任葡超球队科英布拉大学的主教练。
2007年，文加达签约执教一支摩洛哥球队6周后便离职，原因是他与约旦足协签了16个月的合同，担任约旦国家队主教练率队参加2010年南非世界杯的预选赛。在未能出缐后辞职。
2009年，文加达执教了多支球队包括先于2月成为伊朗球队柏斯波利斯的主教练，6月成为埃及球队阿尔阿赫利的主教练但于5日后便辞职，同月他成为葡超球队吉马良斯的主教练，4个月后因为战绩不佳下课。12月文加达与韩国球队FC首尔签订“1+1”的合同出任主教练。
2010年，文加达率FC首尔获得球队自2000年后首个K联赛冠军。同年11月，文加达提前结束与FC首尔的合同。
2011年7月，中超球队大连实德宣布文加达出任球队主教练。
2012年11月，大连实德解散，文加达离开中国。
2013年5月，接受的邀请，担任伊朗国家足球队的助理教练。
2016年7月，文加达出任印度球会北东联新主教练。
2017年5月15日，马来西亚足总宣布文加达正式出任马来西亚国家足球队主教练。